# Птинов
Птинов — остров в южной части Ладожского озера. Административно относится к Волховскому району Ленинградской области. Пользуется популярностью у любителей рыбной ловли.

## География
С восточной стороны омывается Волховской губой, с западной — Зеленецким заливом. Протяжённость острова с юга на север — 5 км, ширина в самой широкой части — около 3 км.
От материка остров Птинов отделен узким мелководным Зеленецким проливом, соединяющим Волховскую губу, Суховское озеро, Ивановское озеро и Зеленецкий залив. Пролив порос камышом и не проходим.
Северная оконечность — Мыс Воронов, низкий, покрытый кустарником и невысокими деревьями. Непосредственно к северо-востоку от мыса лежат три низких каменистых островка — Соболец, Жеребец, Жеребчуха. Мыс Княжой является восточной оконечностью острова Птинов. Мыс низкий, поросший кустарником и лесом, который подходит вплотную к береговой линии. На мысе находятся строения.

## История
В 1868 году на острове находилось поселение рыбаков и деревянная часовня.
17 сентября 1941 года штормом была разбита баржа Б-752, на которой из блокадного Ленинграда эвакуировали командиров, курсантов, преподавателей и служащих военных училищ, их семьи, военных медиков, гидрографов. Птинов был ближайшим к трагедии участком суши. Именно туда прибило остатки баржи. Спастись удалось немногим. Буксир «Орёл» смог подобрать на борт 159 (по другим источникам — 216) человек, ещё 24 спасла канонерская лодка «Селемджа». Всего количество пассажиров могло доходить до 1200 человек. Это была одна из первых операций по эвакуации жителей Ленинграда. По словам старожилов, после этой трагедии ещё долгое время местные жители находили на берегу Ладоги выброшенные на берег трупы тех, кто погиб на барже, и захоранивали их.
В 1942 году группа гидрографов во главе с капитан-лейтенантом Н. П. Клюевым на плёсе острова «Птинов» обнаружила разрушенную штормом баржу № Б-752, прибитую волнами к берегу острова. В трюме баржи находились тела погибших, а также штурманское и гидрографическое имущество. Всех погибших гидрографы похоронили, а в северо-восточной части острова «Птинов» на природном камне выгравировали памятный текст.
В 2006 году, в ходе совместной экспедиции сотрудников Новоладожского историко-краеведческого музея и бойцов Поискового отряда «Пересвет» (г. Волхов) были обнаружены предположительное место захоронения пассажиров баржи и памятный камень.
Весной 2016 года была создана инициативная группа, поставившая своей целью в ближайшее время, возвести поклонный крест на этом месте. Активисты общественной организации «Остров Сухо» установили на острове пятиметровый деревянный крест на предполагаемом месте захоронения сотен жертв и восстановили надпись на памятном камне, которая, по некоторым источникам, была высечена в 1942 году гидрографами. Она гласит: «В этом микрорайоне захоронены курсанты ВВМУ им. Дзержинского, ВВМУ им. Орджоникидзе, Военно-медицинской академии и другие военнослужащие, погибшие 17.IX.1941 при переправе через Ладогу». 2 июля того же года настоятель Храма иконы Божией Матери «Всех скорбящих Радость» на Шпалерной улице протоиерей Вячеслав Харинов совершил панихиду и освятил крест.